# Porto de Muuga

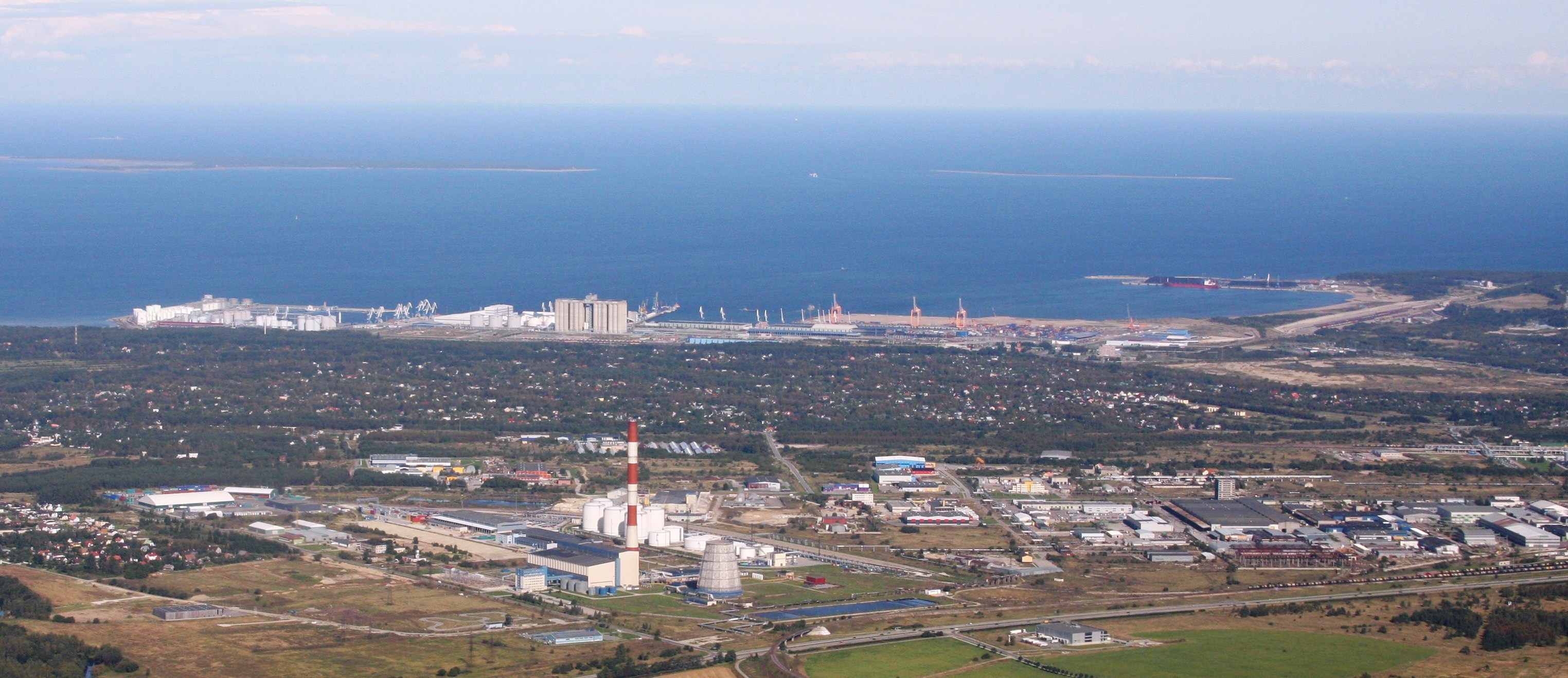

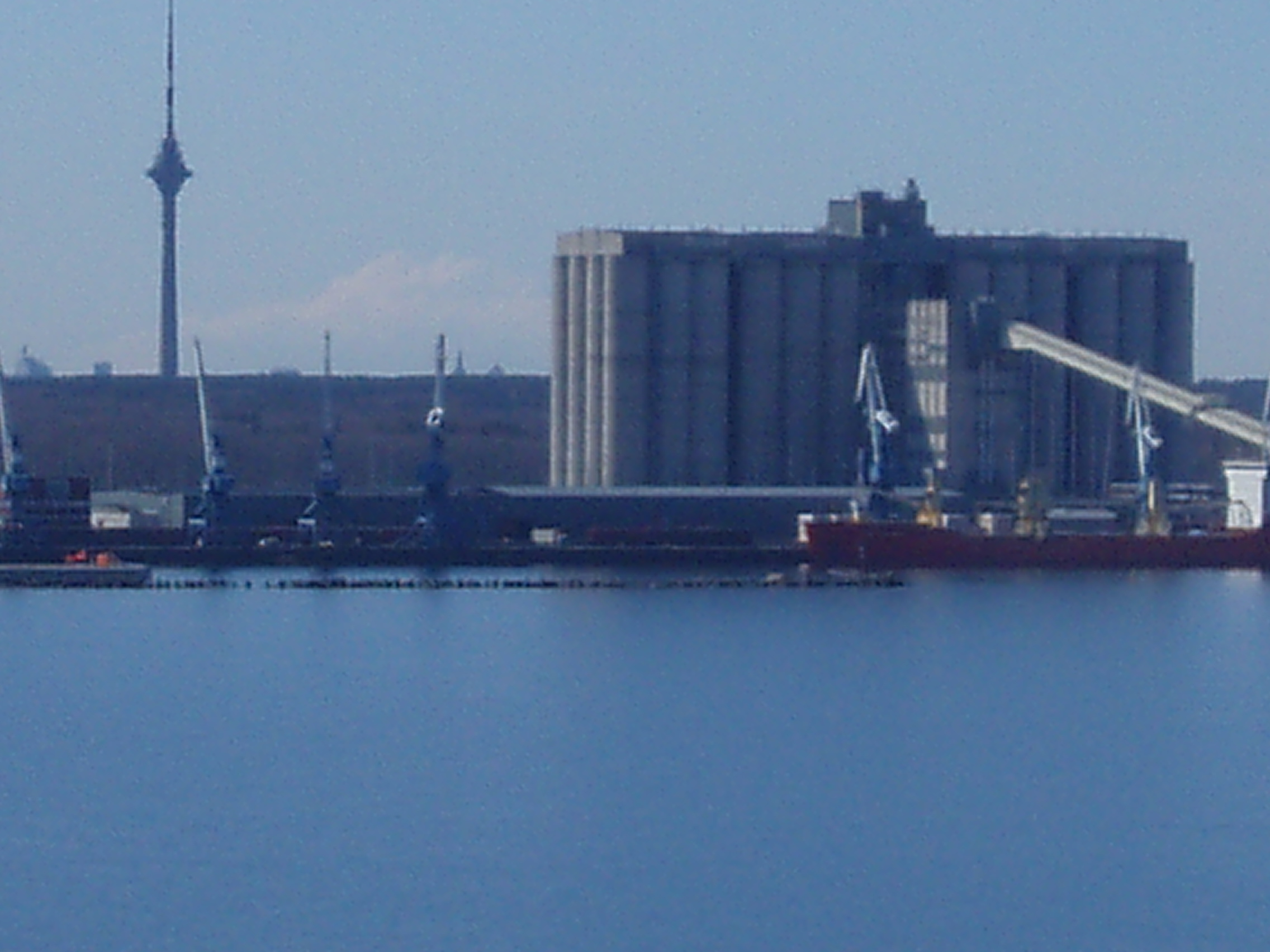

O porto de Muuga é o principal porto mercante da Estônia. Localiza-se na aldeia de Muuga, região metropolitana de Tallinn, região de Harju. Faz parte do complexo de portos de Tallinn, que consiste em cinco enseadas, duas maiores e três menores, localizadas a certa distância entre si. As maiores estão na Cidade Velha e em Muuga, e as menores, em Paldiski Sul, Paljassaare e Saaremaa. Todas as enseadas são navegáveis o ano inteiro. A primeira zona franca da Estônia foi instalada no porto de Muuga.

## Terminal de Muuga
O Terminal de Muuga especializa-se no manuseio de mercadorias em trânsito. É um dos portos mais fundos e modernos na região do Mar Báltico. Localizado a 17 quilômetros a leste da cidade de Tallinn, tem boa ligação com o interior e desempenha papel fundamental no comércio de trânsito da Estônia.
Perto de 75% da carga carregada no Terminal de Muuga consiste em petróleo bruto e derivados, mas o terminal tem importância também em termos de carga seca, principalmente fertilizantes, grãos e carvão.
A extensa zona franca do Terminal de Muuga oferece maior flexibilidade nos procedimentos alfandegários para as prestadoras de serviços de trânsito e distribuição. Procedimentos alfandegários simplificados, facilitação da transferência de direitos de propriedade e operações de agregação de valor permitidas na zona franca tem o objetivo de incentivar o desenvolvimento de centros distribuidores.

## Dimensões físicas
- Área territorial: 451 hectares
- Área aquática: 752 hectares
- Número de berços: 28
- Extensão total dos berços: 5,9 km
- Profundidade máxima: 18 metros
- Comprimento máximo por navio: 300 metros
- Largura máxima por navio: 48 metros
- Terminais: 6 terminais de carga líquida, 2 terminais multiuso (um dos quais com um complexo para câmaras frigoríficas móveis – contêineres reefer), terminal de contêineres e para operações ro-ro, terminal de carga seca, terminal de grãos, terminal de aço, terminal de carvão.
- Área de armazenamento:
  - Área dos armazéns: 151.000 m²
  - Área dos pátios de armazenagem: 670.000 m²
  - Área de armazéns reefer: 11.500 m²
  - Capacidade de armazenamento de petróleo: 1.100.000 m³
  - Silo de grãos: 300.000 toneladas